# Роана
Роа̀на (на италиански и на венециански: Roana, на местен диалект: Robàan, Робаан) е община в Северна Италия, провинция Виченца, регион Венето. Разположена е на 1001 m надморска височина. Населението на общината е 4321 души (към 2015 г.).
Административен център на общината е село Канове (Canove).